# フェラーラとモデナの君主一覧
フェラーラとモデナの君主一覧（フェラーラとモデナのくんしゅいちらん）では、13世紀から19世紀のイタリアにおけるフェラーラ、モデナおよびレッジョの君主を挙げる。

## 概史
イタリアの有力貴族でランゴバルド人の血を引くとされるエステ家は、10世紀以来エステ辺境伯の地位を世襲し、やがてこれが家名となった。1196年からはフェラーラ侯爵となった。1240年にフェラーラのシニョリーア（僭主制）を確立した。
1289年にはモデナとレッジョの侯爵を兼ねた。
1452年にはモデナとレッジョ、1471年にはフェラーラがそれぞれ侯爵領から公爵領に改められた。
1598年、フェラーラはローマ教皇に奪取され教皇領に編入され、以後はエステ家はモデナ＝レッジョ公国（モデナ公国）として存続した。
1796年、モデナ公国はナポレオン・ボナパルトに征服されチザルピーナ共和国に編入された。
1814年、モデナ公国はエステ家最後のモデナ公エルコレ3世の女系の孫でハプスブルク家（オーストリア＝エステ家）のフランチェスコ4世の下で再興されたが、1859年にサルデーニャ王国に併合され滅亡した。滅亡の際の君主であったフランチェスコ5世は嫡出の子孫を残さずに死去し、エステ家は完全に断絶することとなった。モデナ公爵・レッジョ公爵の位とハプスブルク家の一員であることを示すオーストリア＝エステ大公の称号は遠縁の同族であるオーストリア皇太子フランツ・フェルディナントへ、さらにフランツ・フェルディナントの死後皇太子となり皇帝となったカール1世へ、さらにカールの子孫へと継承されている。

## フェラーラ、モデナおよびレッジョの侯爵（エステ家）
- オビッツォ2世（1264年 - 1293年）
- アッツォ8世（1293年 - 1308年）
- アルドブランディーノ2世（1308年 - 1326年）
- オビッツォ3世（1317年 - 1352年）
- ニッコロ1世（1317年 - 1344年）
- アルドブランディーノ3世（1335年 - 1361年）
- ニッコロ2世（1361年 - 1388年）
- アルベルト（1388年 - 1393年）
- ニッコロ3世（1383年 - 1441年）
- レオネッロ（1441年 - 1450年）

## フェラーラ、モデナおよびレッジョの公爵（エステ家）
- ボルソ（1450年 - 1471年、1452年からモデナおよびレッジョ公、1471年からフェラーラ公）
- エルコレ1世（1471年 - 1505年）
- アルフォンソ1世（1505年 - 1534年）
- エルコレ2世（1534年 - 1559年）
- アルフォンソ2世（1559年 - 1597年）

## モデナおよびレッジョの公爵（エステ家）
- チェーザレ（1597年 - 1628年）　1598年にフェラーラを失う
- アルフォンソ3世（1628年 - 1629年）
- フランチェスコ1世（1629年 - 1658年）
- アルフォンソ4世（1658年 - 1662年）
- フランチェスコ2世（1662年 - 1694年）
- リナルド3世（1694年 - 1737年）
- フランチェスコ3世（1737年 - 1780年）
- エルコレ3世（1780年 - 1796年、1803年没）

## モデナおよびレッジョの公爵（オーストリア＝エステ家）
- フランチェスコ4世（1814年 - 1846年）
- フランチェスコ5世（1846年 - 1859年）

## モデナおよびレッジョの公爵（オーストリア＝エステ家。亡命君主による自称。）
- フランチェスコ5世（1859年 - 1875年）
- フランツ・フェルディナント（1875年 - 1914年）
- カール1世（1914年 - 1917年）
- ローベルト（1917年 - 1996年）
- ローレンツ（1996年 - ）